# Sara Correyero
Sara Correyero Plaza (Collado Villalba, Madrid, c. 1991) es una ingeniera aeronáutica española, emprendedora y empresaria en el campo aeroespacial.  Ha recibido varios reconocimientos, como el premio Talento: ingenier@ joven 2022 del Colegio Oficial de Ingenieros Aeronáuticos de España o el Premio Fundación Mutualidad de la Ingeniería 2025.

## Trayectoria
Estudió ingeniería aeronáutica por la Escuela Técnica Superior de Ingeniería Aeronáutica de la Universidad Politécnica de Madrid (UPM), obteniendo el título en 2015. Posteriormente, en 2019, se doctoró en Mecánica de fluidos en la Universidad Carlos III de Madrid, con la tesis titulada Physics of plasma plumes accelerated by magnetic nozzles: an experimental and theoretical research (Física de chorros de plasma acelerados por inyectores magnéticos, una investigación experimental y teórica).
También en 2019, cofundó la empresa start-up española IENAI SPACE, convirtiéndose en directora de operaciones. Esta empresa se dedica a la movilidad espacial para pequeños satélites, en concreto, al desarrollo de sistemas de propulsión eléctrica para nanosatélites y a la optimización de misiones espaciales. En 2022 esta empresa fue reconocida con el Premio Innovación Aeronáutica 2022 del Colegio Oficial de Ingenieros Aeronáuticos de España, por su proyecto de propulsión a bordo que facilita las maniobras de los satélites, entre ellas reentrar a la atmósfera tras su vida útil y así mitigar los problemas de basura espacial.
En 2024, Correyero declaró al respecto que:

[Hay que] hacer del espacio un entorno sostenible. El espacio no deja de ser un recurso que la humanidad está utilizando para mejorar y dar muchísimos beneficios a la sociedad, como puede ser para llevar comunicaciones a cualquier sitio remoto del planeta, tomar fotografías de la Tierra y entender muy bien los efectos que está teniendo el cambio climático, etc.

El espacio se ha convertido en un medio, en un recurso que muchas empresas y muchos países están empleando para generar riqueza y para generar valor, pero hay que hacerlo de una forma sostenible. Y creo que esto ha ocurrido muchas veces en la historia de la humanidad: la tecnología siempre avanza demasiado rápido y no lo hace de una forma sostenible.

Correyero se convirtió en presidenta del Madrid Innovation and New Space Cluster.

## Reconocimientos
A lo largo de su carrera, Sara Correyero Plaza ha sido reconocida en diversas ocasiones por su  labor en el ámbito de la ingeniería y el emprendimiento. En 2022, recibió el premio Talento: ingenier@ joven 2022, otorgado por el Colegio Oficial de Ingenieros Aeronáuticos de España, en reconocimiento a su trayectoria profesional. Al año siguiente, fue galardonada con el premio Early Stage en los premios Women Startup Awards, organizados por la Asociación Española de Startups con el objetivo de visibilizar referentes femeninos en el ecosistema emprendedor.
En 2024, alcanzó la final del Premio Europeo para Mujeres Innovadoras, situándose entre las diez finalistas y obteniendo el segundo puesto en la categoría de jóvenes innovadoras, distinción que conllevó una dotación económica de 30.000 euros. Finalmente, en 2025, fue la ganadora de la III Edición del Premio Fundación Mutualidad de la Ingeniería, consolidando así su posición como una figura inspiradora en la innovación tecnológica y el liderazgo femenino.